# Mathieu Lindon
Mathieu Lindon, nacido el 9 de agosto de 1955 en Caen, es un escritor y periodista francés.

## Biografía
Mathieu Lindon es hijo del editor Jérôme Lindon, y primo hermano del actor Vincent Lindon. Michel Foucault, a quien conoció a la edad de veintitrés años y con quien vivió en la rue de Vaugirard, sobre todo entre 1978 y 1984, juega un papel decisivo en su vida. Con Foucault afirma plenamente su identidad gay. Lindon salió indemne de una larga adicción a las drogas duras.
Mathieu Lindon publica su primera novela, Nos plaisirs, en 1983, bajo el seudónimo de Pierre-Sébastien Heudaux, es decir, P.S. Heudaux, que se pronuncia en francés como la palabra "pseudo".
A principios de la década de 1980, ingresa como periodista de Nouvel Observateur. En 1984, es contratado por Libération, como crítico literario y luego cronista, una tarea que continúa hasta el día de hoy.
En 1987, su novela Prince et Léonardours, que relata las violaciones y torturas sufridas por dos adolescentes enamorados, es amenazada con la prohibición por parte del Ministerio del Interior de Francia, enjuiciamiento abandonado ante las reacciones de los intelectuales.
En 1988 y 1989, acompañó a Hervé Guibert a Villa Medici en Roma. Guibert lo hace aparecer como un personaje de su novela Al amigo que no me salvó la vida, pero bajo otro nombre.
En 1998, recibió el Grand Prix littéraire des lycéens d'Ile-de-France por Champión du Monde (gran premio literario de liceales de Isla de Francia).
Le Procès de Jean-Marie Le Pen (1998) cuenta el intento de un abogado judío gay, que vive con un joven árabe llamado Mahmoud, por llegar a ser el líder del partido Frente Nacional, durante el juicio a un asesino racista. Jean-Marie Le Pen líder en la vida real de ese partido, obtuvo una condena favorable por difamación contra el autor y el editor, por parte de un tribunal de apelaciones de París. En 1999, varios autores se declaran solidarios con Mathieu Lindon, y listos a reproducir textualmente los pasajes incriminatorios del libro, en una petición firmada por Béatrix Beck, Edmonde Charles-Roux, Didier Daeninckx, Marie Darrieussecq, y también por Christine Angot. En 2002, Mathieu Lindon, su editor de la editorial P.O.L y Serge July apelan ante el Tribunal Europeo de Derechos Humanos. En 2007, el Tribuna desestima la solicitud de violación al derecho a la libertad de expresión, y el Tribunal determina que «el contenido de los pasajes (incriminados) probablemente atizarían la violencia y el odio [...]».

## Publicaciones

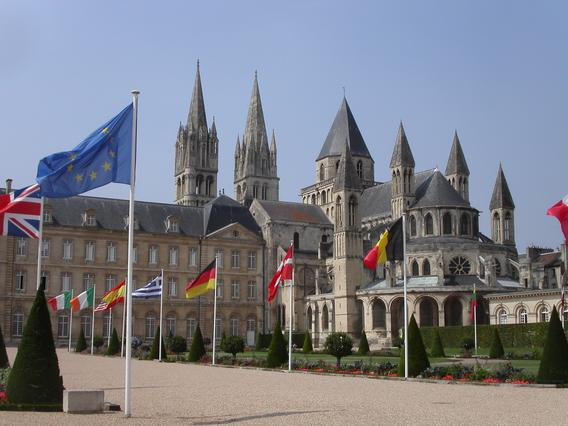
Abadía de los Hombres (Caen)

### Novelas
- 1983 : Nos plaisirs (Nuestros placeres), bajo el seudónimo de Pierre-Sébastien Heudaux, Minuit.
- 1986 : Le Livre de Jim Courage (Libro de Jim Courage), POL
- 1987 : Prince et Léonardours (Príncipe y Leonardo)POL
- 1987 : L'Homme qui vomit (El hombre que vomita), POL
- 1993 : Je t'aime. Récits critiques (Te amo. Historias críticas), Minuit.
- 1994 : Champion du monde (Campeón del mundo), POL
- 1994 : Le Cœur de To (El corazón de To)POL
- 1996 : Merci (Gracias), POL
- 1998 : Les Apeurés (Los asustados), POL
- 1998 : Le Procès de Jean-Marie Le Pen (El juicio de Jean-Marie Le Pen), POL
- 2000 : Chez qui habitons-nous? (¿Dónde vivimos?), POL
- 2001 : La Littérature (La literatura), POL
- 2002 : Lâcheté d'Air France (Cobardía de Air France), POL
- 2004 : Ma catastrophe adorée (Mi amado desastre), POL
- 2004 : Je vous écris (Yo te escribo), POL
- 2006 : Ceux qui tiennent debout (Los que se ponen de pie), POL
- 2008 : Mon Cœur tout seul ne suffit pas (Mi solo corazón no es suficiente), POL
- 2009 : En enfance (En la infancia), POL
- 2011 :  Ce qu'aimer veut dire (Qué significa amar), POL – Prix Médicis 2011.
- 2012 :  Lo que significa amar (en español), Editorial Capital Intelectual S.A., ISBN 9789876143844 e ISBN-10: 9876143840.[7]
- 2013 : Une vie pornographique (Una vida pornográfica), POL – Prix du Zorba 2013.
- 2014 : Les hommes tremblent (Los hombres tiemblan),POL

### Otros géneros
- 2016 : Je ne me souviens pas (No me acuerdo), POL

### Ensayos
- 1993 : Préface à Mongolie, plaine sale de Eugène Savitzkaya, Labor.
- 1994 : Préface à L'Amateur de tennis. Critiques 1980-1990 de Serge Daney, POL.
- 2007 : Postface à Bartleby, une histoire de Wall Street et autres récits de Herman Melville, éditions Amsterdam.
- 2015 : Jours de Libération, POL

## Premios y distinciones
- 1998 : Grand Prix littéraire des lycéens d'Île-de-France pour Champion du monde (Campeón del mundo), gran premio literario de liceales de Isla de Francia por campeón del mundo).
- 2011 : Premio Médicis para Ce qu'aimer veut dire.[8][9][10]
- 2013 : Prix du Zorba por Une vie pornographique.[11]

## Sobre algunos libros

### Los hombres tiemblan
En una ciudad sin nombre (pero que tiene metro), en una calle sin nombre, en el número 11, en un edificio se acuclillan dos habitantes de calle, Martin, y su compañera al azar, Martine, quienes se instalaron en el vestíbulo, detrás dos puertas con código de acceso. Buscan compartir su marginación con todos. Beben, fuman, escuchan la radio, bailan... Pero a veces él también ayuda. Discuten mucho, porque todo el edificio está en actividad (escaleras, ascensor, buzón, etc.). la señora Huris (y su esposo con su perro), Lea (en el primer piso), los Pernons, incluyendo a Cyrille, el señor Sowoka (segundo piso), el señor Benkhrief y Saadia, el señor Lopez, la señora Lomb y Judith, el señor Martin y Adèle (sexto piso), el señor Caroulis (Pero a veces él también ayuda en silla de ruedas del tercer piso) y su esposa Adèle, Ludovic y Virginie Tixeret (del cuarto piso), Francis (sexto piso), la pareja báltica o eslava del primero... También involucra al propietario el señor Heurtier, Kader el conserje del edificio, el señor Maringot el plomero, el cartero, la policía... y los pseudo-rumanos que Martin, el kamikaze social habría expulsado de la entrada (y arrinconado en las cabinas telefónicas).
El título proviene de un cuento lituano de la infancia de Martin (página 166).